# Passenger (Lisa Hannigan)
Passenger è il secondo album pubblicato dalla cantante folk irlandese Lisa Hannigan, pubblicato nel 2011 per la Hoop Recordings, etichetta di proprietà dell'artista.
L'album ha raggiunto il primo posto della classifica degli album più venduti in Irlanda.
Nella traccia O Sleep la cantante duetta con il cantautore statunitense Ray LaMontagne.
Dall'album sono stati estratti i singoli Knots, What'll I Do, O Sleep e Home.
Il singolo What'll I Do è stato utilizzato per due o più spot pubblicitari che presentavano il nuovo Sky Go e come colonna sonora del film "Un Boss in Salotto" (2014)

## Tracce
Tutti i brani sono stati scritti dalla Hannigan.
1. Home
2. A Sail
3. Knots
4. What'll I Do
5. O Sleep
6. Paper House
7. Little Bird
8. Passenger'
9. Safe Travels (Don't Die)
10. Nowhere To Go